# Helina lundbladi
Helina lundbladi är en tvåvingeart som beskrevs av Tiensuu 1939. Helina lundbladi ingår i släktet Helina och familjen husflugor.
Artens utbredningsområde är Madeira. Inga underarter finns listade i Catalogue of Life.